# Gabriel-Émile Lebon
Pour les articles homonymes, voir Lebon.
 (janvier 2017).
Si vous disposez d'ouvrages ou d'articles de référence ou si vous connaissez des sites web de qualité traitant du thème abordé ici, merci de compléter l'article en donnant les références utiles à sa vérifiabilité et en les liant à la section « Notes et références ».
Gabriel-Émile Lebon (Wanfercée-Baulet, le 28 janvier 1882 - Auderghem, 1956) est un homme politique belge.

## Biographie
Gabriel-Émile Lebon épousa Valentine Wauthion à Wanfercée-Baulet avec qui il vint habiter Auderghem en 1913. Il fut élu une première fois conseiller communal le 1er janvier 1927. 
En s'alliant aux socialistes, il devint bourgmestre en 1933. Son parti libéral avait alors enlevé 6 sièges, comme les catholiques et l'arbitrage des socialistes (1 siège) fut décisif. Il fut à chaque fois réélu lors des scrutins qui suivirent et, malgré un effritement de son parti, il demeura bourgmestre jusqu'à sa mort, en 1956.
Durant la Seconde Guerre mondiale, en 1942, l'occupant instaura le Grand Bruxelles. Tous les collèges échevinaux des communes concernées furent obligatoirement dissous et leurs membres élus légalement ne pouvaient plus siéger. G.E Lebon reprit sa charge le 5 septembre 1944, deux jours après la libération d'Auderghem.
À ce jour, c'est lui qui a porté le plus longtemps l'écharpe maïorale à Auderghem.

## Fonctions politiques
- 1933-1956 : Bourgmestre d'Auderghem;
- 1949-1956 : conseiller provincial du Brabant.